# Los Molinos, Tây Ban Nha
Los Molinos, Tây Ban Nha là một đô thị trong Cộng đồng Madrid, Tây Ban Nha. Đô thị Torrejón de Velasco có diện tích 19,56 km², dân số theo điều tra năm 2010 của Viện thống kê quốc gia Tây Ban Nha là 4558 người. Đô thị Torrejón de Velasco nằm ở khu vực có độ cao 1045 mét trên mực nước biển.
Cự ly so với Madrid là 52 km.